# Jean-Baptiste Ayissi Ntsama
Jean-Baptiste Ayissi Ntsama, né le 25 avril 1929 à Mvolyé et mort le 5 avril 2016 à Yaoundé, est un boxeur camerounais, qui a aussi été une personnalité politique.

## Biographie

### Carrière sportive
Champion de boxe anglaise d'Île-de-France en 1956 dans la catégorie des poids moyens, Jean-Baptiste Ayissi Ntsama est cité comme étant le premier médaillé d'or de boxe aux Jeux africains, lors de l'édition 1965 à Brazzaville ; d'autres sources citent Joseph Bessala,.

### Carrière politique
Il a été président du parti politique des Démocrates authentiques du Cameroun.

## Vie privée
Jean-Baptiste Ayissi Ntsama épouse la mannequin Julienne Honorine Eyenga Fouda, Miss Cameroun 1960, avec lequel il a neuf enfants : Ayissi Le Duc (Chorégraphe), Ayissi Ntsama Frédéric alias Zimbo (Boxeur), Chantal Ayissi (Danseuse), Ayissi Eyenga Josué (Boxeur et homme d'affaires), Imane Ayissi (Chorégraphe, styliste), Ndzié Ayissi Marguerite alias Fifi (styliste), Nnomo Ayissi Geneviève alias Bijou (Mannequin), Ntsama Ayissi Abraham alias Souri (boxeur), Akassou Ayissi Juan Pedro (Danseur). 
Jean Marie Didière Ayissi (demi frère de même père, professeur de danse classique à l'Opéra, chorégraphe et encadreur) est aussi un de ses fils avec sa mère Simone.